# Ján Pálka
Ján Pálka (11. března 1869 Liptovský Mikuláš – 16. července 1935 Bratislava) byl slovenský podnikatel, otec hudebního skladatele Dušana Pálky.

## Život
Pocházel z rodu Pálkovců, kteří hráli významnou roli v dějinách Slovenska. Jeho předkové byli koželuzi, kteří v cestách za svým řemeslem procestovali Evropu. Mimo jiné byli prvními, kteří přinesli na Liptov jižní ovoce. Byli mezi předními představiteli slovenského národního obrození. Ján Pálka studoval na gymnáziu v Banské Bystrici a v Levoči. Byl na praxi v kožedělných továrnách ve Vídni, Rijece a v Německu a posléze převzal rodinou firmu v Liptovském Mikuláši.
Byl autorem sociálně-utopické hospodářské teorie a prací o socializaci podnikání. V duchu těchto teorií se pokusil vést svoji továrnu. Zavedl účast zaměstnanců na řízení podniku, osmihodinovou pracovní dobu, placenou dovolenou, poskytoval podporu chudým dělníkům a stipendia na studium jejich dětí. Domníval se, že když zlepší jejich sociální postavení, zvýší se i jejich pracovní výkon. Pokus zcela ztroskotal a od úplného krachu ho zachránila pouze spolupráce s Tomášem Baťou.
Byl členem Masarykovy akademie práce, Sociálního ústavu Československé republiky a kulturního spolku Beseda v Liptovském Mikuláši. Angažoval se i v evangelické církvi.
Jeho syn Dušan Pálka se stal známým hudebním skladatelem.

## Dílo
- Ján Pálka: Socializácia v mojej továrni. Jednota přátel Masarykovy akademie práce. Práce, Praha, 1920, 55 stran